# Bottensjön, Lappland
Bottensjön är en sjö i Lycksele kommun i Lappland och ingår i Öreälvens huvudavrinningsområde. Sjön har en area på 0,132 kvadratkilometer och ligger 282,8 meter över havet. Sjön avvattnas av vattendraget Bäverbäcken.

## Delavrinningsområde
Bottensjön ingår i det delavrinningsområde (717065-161926) som SMHI kallar för Inloppet i Gammhemssjön. Medelhöjden är 323 meter över havet och ytan är 10,2 kvadratkilometer. Räknas de 7 avrinningsområdena uppströms in blir den ackumulerade arean 95,86 kvadratkilometer. Bäverbäcken som avvattnar avrinningsområdet har biflödesordning 2, vilket innebär att vattnet flödar genom totalt 2 vattendrag innan det når havet efter 186 kilometer. Avrinningsområdet består mestadels av skog (80 procent) och sankmarker (16 procent). Avrinningsområdet har 0,13 kvadratkilometer vattenytor vilket ger det en sjöprocent på 1,3 procent.